# مید نورث کست
مید نورث کست یا ساحل شمال مرکزی (به انگلیسی: Mid North Coast) ناحیه‌ای واقع در ایالت نیو ساوت ولز در استرالیا می‌باشد.
این ناحیه دارای آب و هوای نیمه گرمسیری بوده و به علت دارا بودن سواحل شهره است. صنعت غالب این منطقه کشاورزی. چوب بری و توریسم می باشد.